# Hexanoate de méthyle
Le hexanoate de méthyle est l'ester de l'acide hexanoïque avec le méthanol et de formule semi-développée CH3(CH2)4COOCH3 utilisé dans l'industrie alimentaire et dans la parfumerie comme arôme. 